# Nigidius sticheri
Nigidius sticheri es una especie de coleóptero de la familia Lucanidae.

## Distribución geográfica
Habita en Bután.